# Games and Economic Behavior
Games and Economic Behavior (GEB) ist eine wirtschaftswissenschaftliche Fachzeitschrift, deren Schwerpunkte Spieltheorie und Verhaltensökonomik sind und die vom niederländischen Verlag Elsevier mit zwei Ausgaben pro Trimester herausgegeben wird. Games and Economic Behavior ist außerdem die offizielle Fachzeitschrift der Game Theory Society.

## Geschichte
Games and Economic Behavior wurde erstmals im März 1989 durch Academic Press mit Ehud Kalai als Chefredakteur herausgegeben. Laut Kalai war der Hintergrund für die Gründung der Zeitschrift ein Medium für die Publikation von Forschung an der Schnittstelle von Theorie und Anwendung zu schaffen, welches klar interdisziplinär ausgelegt sein sollte. Das akademische Selbstverständnis der Zeitschrift ist gemäß Kalai explizit durch die Forschungsarbeiten von Johann von Neumann, Oskar Morgenstern, Maynard Smith, Kenneth Arrow und Seppo Honkapohja geprägt. Die Zeitschrift erschien zunächst mit vier Ausgaben pro Jahr, 1994 mit drei Ausgaben pro Halbjahr, von 1995 bis 2007 mit zwei Ausgaben pro Quartal und seit 2008 mit zwei Ausgaben pro Trimester.

## Inhalte
Games and Economic Behavior hat als Ziel den Austausch zwischen Theorien und Anwendungen spieltheoretischer Argumentation zu fördern. Hierzu beabsichtigt die Zeitschrift die höchstwertigen und kreativsten Artikel in interdisziplinären Studien aus dem Bereich der Gesellschafts-, Lebens- und mathematischen Wissenschaften anzuziehen. Der Anspruch von Games and Economic Behavior ist es, die führende Fachzeitschrift zum Thema Spieltheorie zu sein. Forschungsbeiträge, die in der Zeitschrift publiziert werden, entstammen unter anderem den Bereichen Spieltheorie, Wirtschaftswissenschaften, Politikwissenschaft, Biologie, Computerwissenschaft, Mathematik oder Psychologie.

## Redaktion
Die Redaktion von Games and Economic Behavior besteht aus den Chefredakteuren Ehud Kalai, Marco Battaglini Vincent P. Crawford, Ehud Lehrer und David C. Parkes, die durch Jennifer Byrd als Managing Editor und 69 Advisory Editors unterstützt werden.

## Rezeption
In einer Studie von Kalaitzidakis et al. (2003) belegte Games and Economic Behavior Platz 11 von 159 ausgewerteten Publikationen, sank jedoch in einer aktualisierten Studie von Kalaitzidakis et al. (2011) auf Platz 20 von 209 verglichenen Publikationen ab. Im wirtschaftswissenschaftlichen Publikationsranking des Tinbergen-Instituts an der Universität Amsterdam wird  Games and Economic Behavior in der Kategorie A („sehr gute allgemeine wirtschaftswissenschaftliche Fachzeitschriften und Spitzenzeitschriften im jeweiligen Fachgebiet“) geführt. Eine weitere Studie der französischen Ökonomen Pierre-Phillippe Combes und Laurent Linnemer listet das Journal mit Rang 20 von 600 wirtschaftswissenschaftlichen Zeitschriften in die zweitbeste Kategorie AA ein.
Der Impact Factor von Games and Economic Behavior lag im Jahr 2012 bei 1,000. In der Statistik des Social Sciences Citation Index wurde die Zeitschrift mit diesem Impact Factor an 131. Stelle von 333 Zeitschriften in der Kategorie Wirtschaftswissenschaften geführt.